# Аникино (Московская область)
Аникино — деревня в Можайском районе Московской области в составе сельского поселения Спутник. Численность постоянного населения по Всероссийской переписи 2010 года — 15 человек. До 2006 года Аникино входило в состав Кожуховского сельского округа.
Деревня расположена в центральной части района, примерно в 9 км к северо-востоку от Можайска, на левом берегу малой речки Сампулинка (бассейн Ведомки, правого притока Москва-реки), высота центра над уровнем моря 180 м. Ближайшие населённые пункты — Облянищево в 1 км на северо-восток и Новый Путь в 1,5 км на северо-запад. Через деревню проходит региональная автодорога 46Н-05497 Можайское шоссе — Шаликово.